# Корейская диаспора
Корейская диаспора включает в себя около 7 миллионов мигрантов с Корейского полуострова. Примерно четыре пятых из них проживают в трёх странах: Китай, Япония и США. Страны с более чем 0,5 % корейского населения: Япония, Новая Зеландия, США, Казахстан, Канада, Узбекистан и Австралия.

## Япония
Иммиграция корейцев в Японию берёт корни из периода японского колониального правления в Корее (1910—1945 гг.). В начале 1940-х множество жителей Корейского полуострова были отправлены в метрополию в качестве рабочей силы, зачастую — принудительно. Корейцы, оставшиеся в стране после окончания Второй мировой войны, известны как «дзайнити тёсэндзин»(在日朝鮮人). Согласно статистике, на 2005 год в Японии проживали 901 284 корейцев, что составляет 40,4 % всего неяпонского населения страны. Три четверти корейцев страны родились в Японии.

## Бывшая Российская Империя
После переселения всех жителей Приморского края в 1247 году ханом Гуюком, Приморский край был пустынным местом.
К моменту первых попыток присоединения Приморского края, спровоцировавших сорокалетний конфликт с Империей Цин, Приморский край стал местом обитания полудиких племён, а на юге  — местом прибежища японских пиратов и беженцев из Кореи и Японии. Однако опасность жизни там не привлекала большое количество людей, и японское, корейское и айноидное население было малочисленно.
В 1689 году Приморский край стал буферной зоной между Империей Цин и Русским Царством. И бегство продолжилось.
В 1723 ван Кёнджон совершил карательный поход против пиратов и беглых преступников в Приморье, полностью прекратив набеги пиратов в Японском море. После этого Приморье опять стало пустынным. Небольшие деревни с частично корейским населением уцелели в пределах буфера. Но общая численность корейского населения была не более двух тысяч человек.
Переселение корейцев массово началось только после того, как в 1864 была одобрена выдача земли в аренду корейским крестьянам.
В 1884 году Камчатская епархия ПРЦ учредила систему бесплатных корейских двух-четырёх летних церковно-приходских школ. Это привело к тому, что корейцы стали массово принимать православие, что привело к формированию уникальной русско-корейской системы имён.
11 февраля 1896 ван Чосона Коджон сбежал в Руcскую Дипломатическую Миссию. Это привело к тому, что с 11 февраля 1896 года по 5 сентября 1905 года Корея находилась в протекторальной зависимости от Российской Империи. Что привело к фактическому снятию границ между Кореей и Российской Империей, и Русско-Японской войне, после которой Корея попала в зависимость от Японии. Однако режим, установленный японцами, предполагал сегрегацию, дискриминацию и принудительно ояпонивание корейцев. В то время как режим, установленный Российской Империей, предполагал минимальное вмешательство в дела Кореи, культурное и экономическое влияние, которое и сам корейцы оценивали положительно, так как не имели системы европейского образования доступной простому корейскому населению. А в Российской Империи к 1917 году было 182 корейские школы разного уровня. От трёхлетних церковно-приходских до восьмилетних ремесленных. При этом образование вплоть до пятилетнего было бесплатным и велось преимущественно на корейском языке диалекта Корё мар. А восьмилетнее ремесленное образование было платно, но зачастую оплачивалось благотворителями как православной церкви, так и корейских общин.
Это привело к тому, что к 1917 корейское население Российской Империи насчитывало 400 тыс. человек, которые сформировали субэтнос Корё-сарам.
В 1920 году в ночь с 3 на 4 апреля японская армия ликвидировала всю верхушку приморских корейцев — 380 человек, и конфисковала фонды движения за независимость Кореи.
В советский период бегство из Японской Империи продолжилось, хотя и не было интенсивным.
В 1931 году во Владивостоке был образован первый корееязычный ВУЗ в мире — Корейский Педагогический Институт. (В Японской Империи все ВУЗы были японоязычными.)
В 1937 году Сталин совершил депортацию корейцев в Среднюю Азию, чтобы урегулировать с Японской Империей конфликт по поводу действия корейских антияпонских партизан, которые использовали Приморье в качестве своей базы.
Также было запрещено преподавание Корё мар. Это привело к тому, что к 1970 этот диалект корейского вышел из повседневного применения, и его заменил русский язык.
В 1945 в СССР попало большое количество корейцев, преимущественно из южных провинций завербованных японцами для работ на Сахалине и Курильских островах. Так же на территорию СССР переселилось некоторое количество корейцев из Китая.
В 50-е в СССР бежала часть руководства КНДР, проигравшая борьбу за власть Ким Ир Сену.
В 1992 году после распада СССР корейцы стали изучать корейский язык, но южнокорейскую версию, так как она давала возможность обосноваться в благополучной Южной Корее.
Всё это привело к размытию субэтноса корё-сарам и формированию субэтноса русских корейцев, существование которого признано на данный момент южнокорейской наукой. В Южной Корее данный субэтнос принято называть корёин (кор. 고려인). Отличительными особенностями данного субэтноса является — основной язык русский, второй официальный южнокорейский с письменностью образца 1989 года, при этом знают его всего 20 % корёинов. Религия — православие 50 % и протестантизм 20 %, а также атеизм и агностицизм 30 %. Своя уникальная кухня, основанная на кухнях корё-сарам Приморья (кухня жителей Хамгёна и чосонджоков), сахалинских корейцев (южнокорейская образца 1945 года с японским влиянием), с заимствованием элементов русской, казахской и узбекской кухонь. Данный субэтнос полагает одинаково родственными себе и Северных и Южных Корейцев, но ориентирован исключительно на Южную Корею как свою прародину. При том, что фактически 80 % этого субэтноса происходят из современных КНДР и КНР.
После голода 1996 года началось бегство корейцев из КНДР преимущественно в КНР и РФ. Эти люди стараются выдать себя за переселенцев из Средней Азии и усиленно учат русский язык. Так что в будущем они тоже вольются в состав русских корейцев.
Также наблюдаются единичные случаи переселения из Южной Кореи.
Не следует причислять к корейской диаспоре хотя бы и длительно находящихся в РФ корейцев из Южной Кореи, но граждан Республики Корея, и рабочих из Северной Кореи, сохраняющих гражданство КНДР, хотя и проживающих и работающих на территории РФ годами.

## Китай и Юго-Восточная Азия
Примерно 2,3 миллиона корейцев проживает в Китае, почти треть из них в Яньбянь-Корейском автономном округе провинции Цзилинь. Кроме корейцев, иммигрировавших в страну во времена японского владычества в Корее и традиционного населения в приграничных с Кореей районах, корейская диаспора в Китае растёт за счёт новых иммигрантов в последние годы, привлечённых экономическими перспективами, политикой реформ и открытости и низкой стоимостью жизни. В последние годы быстро растёт также корейская диаспора в странах Юго-Восточной Азии.

## Запад
В США проживает примерно 1,6 миллиона корейцев. Большая часть диаспоры сформировалась после реформы иммиграционной политики в 1965 г.
Кроме вышеперечисленных стран, корейское меньшинство имеется во многих странах Европы, Латинской Америки и Ближнего Востока, однако оно значительно меньше по численности.
| Страна         | Численность на 2009 г. | Доля от всей корейской диаспоры |
| -------------- | ---------------------- | ------------------------------- |
| Китай          | 2 336 771              | 34,25 %                         |
| США            | 2 102 283              | 30,81 %                         |
| Япония         | 912,770                | 13,38 %                         |
| Канада         | 223 322                | 3,27 %                          |
| Россия         | 222 027                | 3,25 %                          |
| Узбекистан     | 175 939                | 2,58 %                          |
| Австралия      | 125 669                | 1,84 %                          |
| Филиппины      | 115 400                | 1,68 %                          |
| Казахстан      | 103 952                | 1,52 %                          |
| Вьетнам        | 84 566                 | 1,24 %                          |
| Бразилия       | 48 419                 | 0,71 %                          |
| Великобритания | 45 295                 | 0,66 %                          |